# Циклон Пам
Циклон Пам (енгл. Cyclone Pam) је снажна тропска олуја пете категорије која је погодила простор Тихог океана око острва Фиџи, Нова Каледонија, Папуа Нова Гвинеја, Соломонова Острва и Тувалу. Циклон се формирао 6. марта 2015. године. Максимална брзина ветра била је 250 км/ч, а најнижи притисак износио је 896 милибара. Највеће разарање претрпела је држава Вануату где је настрадало најмање десет, а за још 50 особа није потврђено.

## Формирање циклона и правац креатања
Формирање тропског поремећаја отпочело је 6. марта у јужном Пацифику, око 1.200 километара северозападно од Фиџија, тачније у близини Соломонових Острва. Тропска депресија се развила два дана касније уз повећану количину падавина. Током 9. марта депресија је прешла у циклон прве категорије. У наредних 3-4 дана циклон је постајао све јачи и најзад 12. на 13. март прелази у 5 категорију са брзином ветра од преко 250 км/ч. Након врхунца снага циклона је почела да опада 14. марта 2015.
На својој путањи циклон пам је индоректно угрозила Папуу Нову Гвинеју и Соломонова Острва, а директан утицај имао је на Тувалу, Нову Каледонију и Вануату.